# Фаликон
Фалико́н (фр. Falicon) — коммуна на юго-востоке Франции в регионе Прованс — Альпы — Лазурный берег, департамент Приморские Альпы, округ Ницца, кантон Туррет-Леванс. До марта 2015 года коммуна административно входила в состав упразднённого кантона Ницца-13 (округ Ницца).
Площадь коммуны — 5,17 км², население — 1789 человек (2006) с тенденцией к росту: 1920 человек (2012), плотность населения — 371,4 чел/км².

## Население
Население коммуны в 2011 году составляло — 1907 человек, а в 2012 году — 1920 человек.
| 1962 | 1968 | 1975 | 1982 | 1990 | 1999 | 2006 | 2011 | 2012 |
| ---- | ---- | ---- | ---- | ---- | ---- | ---- | ---- | ---- |
| 605  | 715  | 877  | 1065 | 1498 | 1644 | 1789 | 1907 | 1920 |

Динамика численности населения:

## Экономика
В 2010 году из 1203 человек трудоспособного возраста (от 15 до 64 лет) 855 были экономически активными, 348 — неактивными (показатель активности 71,1 %, в 1999 году — 68,8 %). Из 855 активных трудоспособных жителей работали 813 человек (418 мужчин и 395 женщин), 42 числились безработными (14 мужчин и 28 женщин). Среди 348 трудоспособных неактивных граждан 155 были учениками либо студентами, 119 — пенсионерами, а ещё 74 — были неактивны в силу других причин.
На протяжении 2010 года в коммуне числилось 708 облагаемых налогом домохозяйств, в которых проживало 1857,0 человек. При этом медиана доходов составила 27 тысяч 680,5 евро на одного налогоплательщика.

## Города-побратимы
- Мерхвайлер, Германия (1987)
- Кастеллино-Танаро, Италия (2004)